# Wandering pacemaker
Wandering pacemaker (putující zdroj vzruchů) je porucha srdečního rytmu, při které se zdroj vzruchů (které normálně vznikají v sinoatriálním uzlu) mění a přesunuje mezi sinoatriálním uzlem, svalovinou srdečních předsíní a atrioventrikulární junkcí. Odchylka se diagnostikuje pomocí elektrokardiografie, na EKG záznamu nalézáme vlny P (odpovídající aktivitě předsíní) různého tvaru. Nejlépe se jejich tvar, který závisí právě na místě vzniku vzruchu, hodnotí ve svodu II. Vzruchy pocházející se sinoatriálního uzlu, mají pozitivní výchylku, ze svaloviny síní bifazickou či pozitivní výchylku, z oblasti atrioventrikulární junkce negativní nebo jsou skryty. Mění se také interval mezi vlnou P a QRS komplexem (PQ interval).
O wandering pacemaker mluvíme, pokud na EKG křivce nalézáme minimálně tři typy vln P s různými intervaly PQ.
Arytmie se vyskytuje u mladých jedinců, atletů, nebo naopak u velmi starých lidí. Ve většině případů je nezávažnou odchylkou, nezpůsobuje potíže a nevyžaduje léčbu.